# Олесниця (Слупецький повіт)
Олесниця (пол. Oleśnica) — село в Польщі, у гміні Заґурув Слупецького повіту Великопольського воєводства.
Населення — 494 особи (2011).
У 1975-1998 роках село належало до Конінського воєводства.

## Демографія
Демографічна структура станом на 31 березня 2011 року:
|          | Загалом | Допрацездатний вік | Працездатний вік | Постпрацездатний вік |
| -------- | ------- | ------------------ | ---------------- | -------------------- |
| Чоловіки | 235     | 51                 | 168              | 16                   |
| Жінки    | 259     | 55                 | 146              | 58                   |
| Разом    | 494     | 106                | 314              | 74                   |